# Teradaya-Vorfall (1862)

Das Teradaya-Ryokan 2023

Der Teradaya-Vorfall (japanisch 寺田屋事件 Teradaya-jiken oder 寺田屋騒動 Teradaya-sōdō) ereignete sich am 21. Mai 1862 (Bunkyū 2) im Teradaya-Ryokan im heutigen Fushimi-ku im Süden von Kyōto. Dabei verhinderte der Regent von Satsuma, Shimazu Hisamitsu, einen Anschlag auf Offizielle des Kaiserhofs und des Shōgunats, der von ihm untergebenen Samurai geplant worden war. Vier Jahre später, im Jahr 1866 (Bunkyū 6), ereignete sich im selben Ryokan ein weiterer Zwischenfall, der ebenfalls als Teradaya-Vorfall (japanisch 寺田屋遭難 Teradaya-sōnan) bezeichnet wird.

## Hergang
Am 21. Mai 1862 (dem 23. Tag des vierten Montags im Jahr Bunkyū 2 nach dem alten japanischen Kalender) befand sich Shimazu Hisamitsu mit etwa tausend Samurai in Kyōto, um am Kaiserhof Unterstützung für seine Reformpläne im Shōgunat zu bekommen. Zu dieser Zeit war Hisamitsu noch nicht am Sturz des Shōgunats (Tōbaku) interessiert, sondern an der Vereinigung der Kräfte von Shogunat und Kaiserhof (Kōbu gattai).
Einige radikalere Sonnō-jōi-Anhänger aus den Reihen seiner Samurai, angeführt von Arima Shinshichi, waren damit jedoch unzufrieden. Zusammen mit Samurai aus anderen Han, wie Maki Yasuomi und Tanaka Kawachinosuke, versammelten sie sich im Teradaya und planten einen Anschlag auf den Kampaku Kujō Hisatada und den Kyōto Shoshidai (Statthalter von Kyōto) Sakai Tadaaki.
Hisamitsu erfuhr von diesen Plänen und schickte Ōkubo Toshimichi, um die Verschwörer von ihrem Vorhaben abzubringen, jedoch ohne Erfolg. Also sendete er stattdessen Untergebene, die ebenfalls von Sonnō jōi überzeugt waren, um die Aufwiegler zur Rückkehr in die Satsuma-Residenz in Kyōto zu bewegen. Für diese Aufgabe wählte Hisamitsu neun seiner Samurai, die alle ausgezeichnete Schwertkämpfer waren, darunter Ōyama Tsunayoshi, Narahara Shigeru, Michijima Gorobē und Suzuki Yūemon.
Arima lehnte es ab, mit Ōyama in die Residenz zurückzukehren, es kam zum Streit und Schwerter wurden gezogen. Von den entsendeten Samurai wurde einer (Michijima Gorobē) getötet, von den Verschwörern kamen sechs ums Leben (Arima selbst, außerdem Shibayama Aijirō, Hashiguchi Sōsuke, Nishida Naogorō, Deshimaru Ryūsuke und Hashiguchi Denzō), zwei weitere wurden schwer verletzt.
Im zweiten Stockwerk waren noch weitere Verschwörer anwesend, doch Ōyama und die anderen konnten sie durch das Senken ihrer Schwerter und eindringliche Überredung davon überzeugen, aufzugeben. Die beiden Verwundeten wurden zum Seppuku gezwungen, und die Rōnin anderer Han, die sich den Verschwörern angeschlossen hatten, an diese übergeben. Tanaka Kawachinosuke und andere, die an kein Han übergeben werden konnten, wurden auf ein Schiff nach Satsuma verbracht, dann an Bord getötet und ihre Leichen ins Meer geworfen.

## Folgen
Durch die Niederschlagung des Aufstands konnte sich Hisamitsu als Beschützer des Hofs in Kyōto herausstellen, das Vertrauen der Hofbeamten gewinnen und als Beschützer einer kaiserlichen Depesche und eines kaiserlichen Botschafters nach Edo weiterreisen. Die dort durchgesetzten Maßnahmen zur Stärkung des Kōbu gattai werden auch als Bunkyū-Reformen bezeichnet.
Von den entsendeten Samurai wird berichtet, dass sie im weiteren Verlauf ihres Lebens ein unglückliches Ende nahmen, der verletzte Shibayama Aijirō soll sogar dem Wahnsinn verfallen sein. Viele der überlebenden Verschwörer machten dagegen Karriere in der Meiji-Regierung.